# اوبره وارنوو
اوبره وارنوو (به آلمانی: Obere Warnow) یک شهر در آلمان است که در Parchimer Umland واقع شده‌است. اوبره وارنوو ۸۲۰ نفر جمعیت دارد.